# Lago Catani
Il lago Catani è un lago artificiale situato nello stato di Victoria in Australia.
Il Catani è un lago artificiale nel parco nazionale di Mount Buffalo. Venne costruito nel 1910 ingegnere dei lavori pubblici, Carlo Catani per fornire delle strutture ricreative alla stazione invernale . 
Il Parco Nazionale Mount Buffalo è stato istituito nel 1898 con una riserva di 1.166 ettari intorno alla cascate Eurobin . Nel 1908 l'area è stata aumentata a 9240 ettari ed è diventato stabilmente riserva nazionale e parco. Lago Catani è stata completata nel 1910 con la costruzione di una diga in calcestruzzo nella Haunted Gorge. Nel 1911 il Governo della Contea decide di denominare il lago venne con il nome del suo progettista. 
Tutt'oggi il Lago Catani è una meta popolare ,ritrovo per i visitatori, attrezzata per il canottaggio e la pesca in estate e pattinaggio sul ghiaccio in inverno. Un campo da golf è stata aperta anche vicino a Tuckerbox Corner nel 1911 mentre vicino alle rive del lago sorge un campeggio . 